# ヒットフィストOWS
ヒットフィスト OWS (Hitfist OWS) は、オート・メラーラが開発し販売している装甲車両用の砲塔で、車内から遠隔操作するRWS(リモートウェポンステーション、無人砲塔)モードを備える。

## 概要
オート・メラーラが以前から供給している、砲手と車長の2名用砲塔ヒットフィストにリモート操作機能を追加したものである。主兵装として25mmないし35mmの機関砲を装備するように設計されている。主兵装には同軸機銃を装備することもできる。派生型では対戦車ミサイルの照準および発射が可能なものもある。
通常は遠隔光学系および遠隔操作を用いて車内の銃手が操作する。しかしながら、動力喪失時には銃砲弾の再装填のために設計されたハッチを用いて、手動でRWSの兵器の照準および発射を行うことができる。
2010年にオート・メラーラはポーランドの製造業者ブマル・ワベンディに対して、ポーランド軍向けにこの砲塔を製造するライセンスを供与した。同社はパトリアAMVのライセンス型であるロソマク歩兵戦闘車に装備される有人型ヒットフィストを製造してきた。
オート・メラーラは機関銃や自動擲弾銃などの小型の兵器を装備する純粋なRWSであるヒットロールも販売している。